# Chłopiec w czerwonej kamizelce
Chłopiec w czerwonej kamizelce (fr. Le Garçon au gilet rouge) – obraz Paula Cézanne’a z około 1890 roku. Płótno przedstawia chłopca w jaskrawoczerwonej kamizelce.

## Historia
Cézanne rzadko wynajmował zawodowych modeli. Jednak około 1890 roku wykonał serię portretów młodego włoskiego wieśniaka, któremu płacił za pozowanie.
Dzieło zostało skradzione w 2008 roku z muzeum, w 2012 zostało odzyskane.

## Dysproporcje anatomiczne
- Prawe ramię – Bardzo wydłużone ramię daje wrażenie delikatnego wdzięku.
- Ucho – W celu uzyskania większego kontrastu z ciemnymi włosami prawe ucho chłopca zostało powiększone przez artystę do nadnaturalnych rozmiarów.
- Dłoń – Lewa dłoń podpierająca brodę, ma nienaturalny kształt, dopasowany do zarysu policzka.
- Lewe ramię – Lewe ramię nie tworzy prostej litery „V”, wydaje się oderwane od łokcia.